# Tranjerdstorp, Karlstad
Tranjerdstorp, Karlstad, modernare stavning Trangärdstorp, var en herrgård med en huvudbyggnad och en omgivande lantgård utanför Karlstad i Grava socken i Värmland.

## Historik
Herrgården låg omkring 1 km från samhället Råtorp, en stadsdel i västra delen av Karlstad i Värmland. Stadsdelen är cirka 2 km lång och ligger mellan Klarälven och järnvägen mellan Karlstad och Kil. Tranjerdstorp låg i Grava socken i Karlstads härad, norr om Karlstad kring Klarälven.
Godset Tranjerdstorp, som det stavas i de gamla kyrkböckerna, är idag ett övergivet gods. Det finns omnämnt i kyrkböckerna redan på tidigt 1700-tal. Kvar idag på Tranjerdstorp gård står idag två flygelbyggnader, en förrådsbyggnad med klockstapel från 1793 och en bostadslänga från 1824. ”Om de hus och husgrunder som står kvar här ute kunde tala skulle de kunna berätta både det ena och det andra. Flera av dem kan vara från den tid då Gustav III regerade i Sverige.” 
Gården beboddes senast av damastvävaren Carl Widlund som blev riksbekant för sitt erkänt goda hantverk som finns att se på Nordiska museet. Sedan Widlund flyttade därifrån har gården stått tom. Tyvärr förfaller gården allt mer för varje år som går. Den är varken skyddsmärkt eller utpekad i någon inventering.
Socknen har slättbygd väster om älven i söder och öster om älven i norr och är i övrigt en skogsbygd. Till herrgården hörde också en stor ladugårdsbyggnad och uthus samt skogsmarker. Huvudbyggnaden brann ned i juni 1976.
Tranjerdstorp har fått sitt namn för att, om man har tur, kan man få se tranorna dansa på gärdena nedanför det gamla godset.
Tranjerdstorp var en gård om 150 tunnland åker och 250 tunnland skog, med mangårdsbyggnad från 1791. Tranjerdstorps huvudbyggnad var ett stort vitt trähus i två våningar med sadeltak belagt med svart skiffer. Byggnaden liknade därmed flera andra herrgårdar i trakten. Byggnaden uppfördes 1791 och innehöll 13 rum. I trädgården fanns också en damm. Gårdens flygelbyggnader uppfördes också på 1700-talet. Den bortre flygelbyggnaden med klocktornet uppfördes 1794.

### Carl Widlund godsägare åren 1921–1968
Den kände damastvävaren Carl Widlund (1887–1968) köpte Tranjerdstorp i december 1920. Köpeskillingen var 80 000 kronor. Widlund var sedan ägare till herrgården från den 4 januari 1921 till sin död 1968. På Tranjerdstorps herrgård hade han sina vävstolar uppsatta. Huset värmdes av kakelugnarna, men elektricitet fanns. Köket var ett stort ålderdomligt herrgårdskök och maten lagades på vedspisen. Då Carl Widlund köpte gården var hans avsikt att bedriva jordbruk. Den tidigare ägaren till Tranjerdstorp hade haft entreprenad på renhållningen i Karlstad och kunnat gödsla sina ägor med latrin. Tranjerdstorp betraktades som ”socknens kornbod”. Med hjälp av en förman och ett par drängar skötte Widlund själv driften av gården. Han hade till en början 8 hästar, 25 kor (senare hade han 40 kor), ett tiotal ungdjur, tjur och ett 50-tal höns. Han donerade vid sin död 1968 hela sin kvarlåtenskap och godset Tranjerdstorp i Värmland till Nordiska museet.

## Bränder

### Branden 1941
I juli 1941 brände en pyroman ner den stora ladugården och där återstår idag bara den raserade granitgrunden.

### Branden 1976
Under åren som följde efter Widlunds död 1968 förföll byggnaden alltmer. Gården blev tillhåll för hemlösa och vandaliserades. 1972 protesterade stadsarkitekten i Karlstad mot bristen på underhåll. Byggmästaren L.E. Lundberg, som tidigare var spekulant på herrgården och ville köpa den, anmodades att rusta upp byggnaden med hot om vitesföreläggande. Inget hände dock. Tidigt på pingstmorgonen i juni 1976 brann huvudbyggnaden ned utan någon känd orsak. Därefter har inget skett med marken som fortfarande (1999) är i familjen Lundbergs ägo.